# Riesgo extremo
Los riesgos extremos son riesgos de resultados muy malos o de alta consecuencia, pero de baja probabilidad. Ellos incluyen los riesgos de ataques  terroristas, riesgos de bioseguridad tales como la invasión de plagas y  desastres naturales extremos talos como grandes terremotos.

## Introducción
La estimación de la probabilidad de eventos extremos es difícil debido a la falta de datos: ellos son eventos que aún no han sucedido o han ocurrido sólo muy raramente, así que los datos relevantes son escasos. Por esto los  métodos estadísticos estándares generalmente son inaplicables.

## Teoría del valor extremo
Si existe algún dato relevante, la probabilidad de en o más allá del rango de datos puede ser estimada por los métodos estadísticos de la teoría del valor extremo, desarrollada para propósitos tales como la predicción de  inundaciones de 100 años a partir de un conjunto limitado de datos de las inundaciones ya ocurridas. En tales casos una función matemática puede ser calculada para los datos y puede ser  extrapolada más allá del alcance de los datos existente para estimar la probabilidad de ocurrencia de eventos extremos. Los resultados necesitan ser vistos con precaución ya sea por la posibilidad de que los valores más grandes del pasado sean no representativos, o por la posibilidad de que el comportamiento del sistema haya cambiado.

## Teoría del cisne negro
En los casos donde el evento de interés es muy diferente de la experiencia existente, puede no existir una guía relevante en los datos del pasado.  Nassim Nicholas Taleb argumenta en su teoría del cisne negro que la frecuencia e impacto de los eventos totalmente inesperados generalmente es subestimada. En retrospectiva ellos pueden ser explicados pero no hay prospecto de predecirlos.

## Riesgo operacional de los bancos
Los bancos necesitan evaluar el riesgo de los eventos negativos distintos al  riesgo del crédito y el  riesgo del mercado. Estos riesgos, llamados  riesgos operacionales, incluyen los principales eventos más probables de provocar un fracaso del banco, tales como el  fraude interno masivo. El régimen normativo internacional para los bancos, Basilea II, requiere que tales riesgos sean cuantificados usando una mezcla de la teoría estadística, tales como la teoría del valor extremo y el análisis de escenarios realizado por comités de expertos internos. El resultado es supervisado por el  contralor del banco, tal como la  Reserva Federal. Las negociaciones entre las partes resulta en un sistema que combina métodos cuantitativos con la opinión experta informada y revisada. Esto tiene el potencial de evitar tanto como sea posible los problemas causados por la escasez de los datos y el  sesgo de la opinión experta sola.
Métodos similares que combinan métodos cuantitativos con opinión experta moderada han sido usados para evaluar los riesgos de bioseguridad de eventos tales como la posibilidad de  especies invasoras que tendrían impacto masivo sobre la economía o ecología de un país.